# Sant Josep de sa Talaia

Strand von Cala Comte mit Insel Illa des Bosc (rechts)

Sant Josep de sa Talaia, auch Sant Josep de la Talaia, spanisch San José, ist eine Gemeinde im Südwesten der spanischen Baleareninsel Ibiza. Sant Josep ist die flächenmäßig größte Gemeinde der Insel. Sie umfasst etwa 80 km der Küste Ibizas, unter anderem die Cala Vedella, die Cala Comte und die Cala Bassa. Auch der Flughafen Ibiza befindet sich auf der Gemarkung von Sant Josep.
Der Kern des gleichnamigen Dorfes wird gebildet durch die Wohn- und Geschäftshäuser an der Straße, die von der Stadt Ibiza nach Sant Antoni führt, und der Abzweigung nach Es Cubells.

## Geografie

### Gemeindegliederung
Die Gemeinde gliedert sich in 5 Ortsteile:
| Ortsteile                                   | Einwohner (2008) | Siedlungen mit Einwohnerzahl (2008)                                        | Einwohner außerhalb geschlossener Siedlungen (2008) |
| ------------------------------------------- | ---------------- | -------------------------------------------------------------------------- | --------------------------------------------------- |
| Sant Jordi de ses Salines (span. San Jorge) | 8.700            | Sant Jordi de ses Salines 2.344, Platja d'en Bossa 2.272, Sa Carroca 1.714 | 2.370                                               |
| Sant Agustí des Vedrà                       | 7.935            | Cala de Bou 5.535, Cala Tarida 751, Sant Agustí des Vedrà 62               | 1.587                                               |
| Sant Josep de sa Talaia (span. San José)    | 2.586            | Cala Vedella 707, Sant Josep de sa Talaia 490                              | 1.389                                               |
| Sant Francesc de s’Estany                   | 1.218            | –                                                                          | 1.218                                               |
| Es Cubells                                  | 865              | –                                                                          | 865                                                 |
| Gemeinde                                    | 21.304           | 13.875                                                                     | 7.429                                               |

## Bevölkerung

### Einwohner
Sant Josep ist mit 29.664 Einwohnern (Stand: 2024) die drittgrößte Gemeinde Ibizas. Das gleichnamige Dorf hatte im Jahr 2008 490 Einwohner und ist Sitz der Gemeindeverwaltung.
Der Tourismus führte ab den 60er Jahren zu einem exponentiellen Bevölkerungswachstum. Während es bis dahin kein nennenswertes Bevölkerungswachstum gab (Durchschnitt 1920–1960: 0,0 %), hat sich die Einwohnerzahl seit 1960 mehr als vervierfacht. Dies war anfangs durch den Zuzug von Arbeitskräften vom spanischen Festland und ab den 90er Jahren überwiegend durch die starke Zuwanderung von westeuropäischen Residenten bedingt. Als Folge ist der Anteil der Einheimischen in den letzten Jahrzehnten zurückgegangen. Heute stammt weniger als die Hälfte der Einwohner (42,1 %) gebürtig von den Balearen und nur noch 12,9 % aus Sant Josep.
Die Bevölkerung ist zu 52,3 % männlich und 47,7 % weiblich.
Ein Einwohner von Sant Josep heißt josepí, eine Einwohnerin josepina.
Entwicklung der Einwohnerzahl:

### Nationalitäten
Der Ausländeranteil ist mit 23,3 % (2008, nur Hauptwohnsitz) wie im übrigen Ibiza recht hoch und weiter steigend. Noch 1991 lebten mit 5,8 % deutlich weniger Ausländer in Sant Josep. Es handelt sich dabei überwiegend um Unionsbürger (16,9 %), die meisten davon Deutsche (4,0 %) und Briten (3,4 %). Der Anteil der im Ausland geborenen Personen liegt bei 25,7 %.
| Herkunft                | gemäß Staats- bürgerschaft (2008) | gemäß Geburtsland (2008) |
| ----------------------- | --------------------------------- | ------------------------ |
| EU-Bürger               | 93,6 %                            | 90,1 %                   |
| Spanier                 | 76,7 %                            | 74,3 %                   |
| Deutsche                | 4,0 %                             | 4,0 %                    |
| Briten                  | 3,4 %                             | 3,5 %                    |
| Italiener               | 2,9 %                             | 1,8 %                    |
| Franzosen               | 2,4 %                             | 2,4 %                    |
| Rumänen                 | 1,2 %                             | 1,2 %                    |
| sonstige Europäer       | 0,4 %                             | 0,6 %                    |
| Nord- und Südamerikaner | 3,6 %                             | 6,3 %                    |
| Argentinier             | 1,1 %                             | 2,6 %                    |
| Kolumbianer             | 0,5 %                             | 0,6 %                    |
| Brasilianer             | 0,4 %                             | 0,6 %                    |
| Uruguayer               | 0,3 %                             | 0,5 %                    |
| Afrikaner               | 2,0 %                             | 2,3 %                    |
| Marokkaner              | 1,6 %                             | 1,7 %                    |
| Asiaten                 | 0,4 %                             | 0,6 %                    |

Entwicklung des Ausländeranteils:

## Sehenswürdigkeiten
Von geschichtlichem Interesse sind die Überreste der punisch-romanischen Siedlung Ses Paises de Cala d'Hort und die des phönizischen Dorfes Sa Caleta sowie die Verteidigungstürme Torre de sa Sal Rossa, Torre de ses Portes, Torre des Savinar und Torre de Comte aus dem 16. bzw. 18. Jahrhundert. Die Cova Santa ist eine Naturgrotte von etwa 25 Metern Tiefe mit für diese Region sehr seltenen Stalaktiten- und Stalagmiten-Formationen.

Kirchen und Wehrkirchen
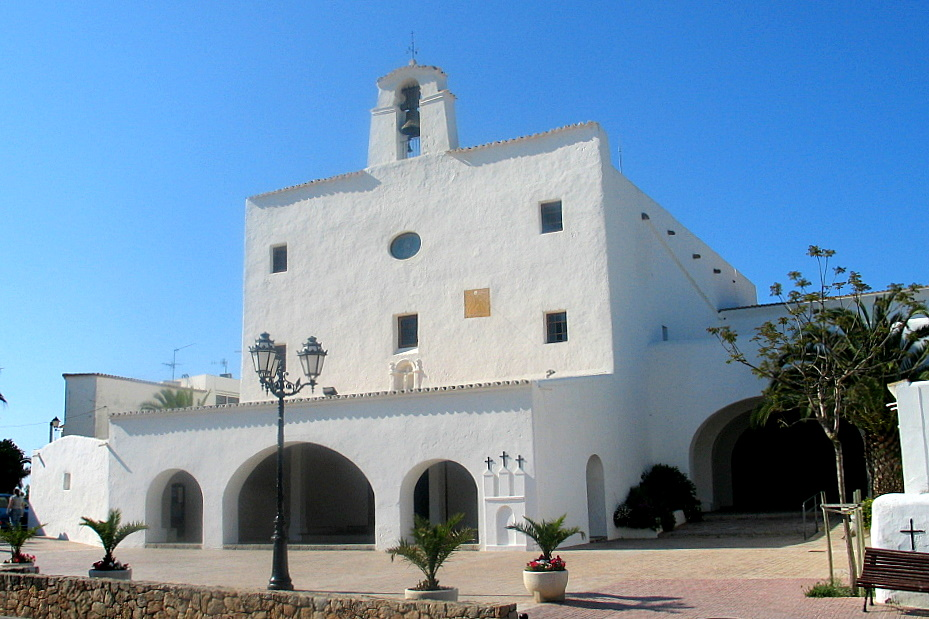
Parròquia de Sant Josep
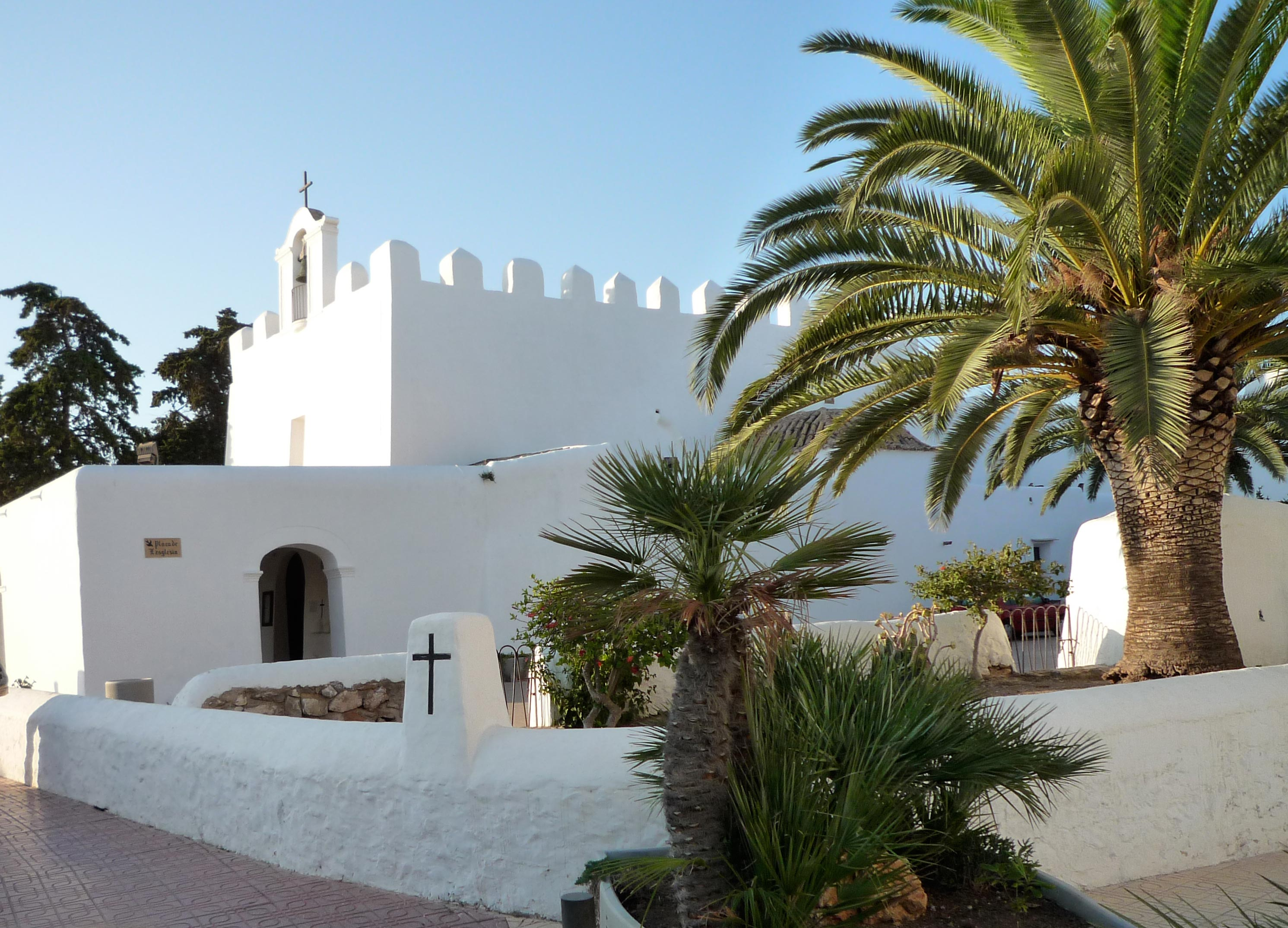
Esglesia de Sant Jordi
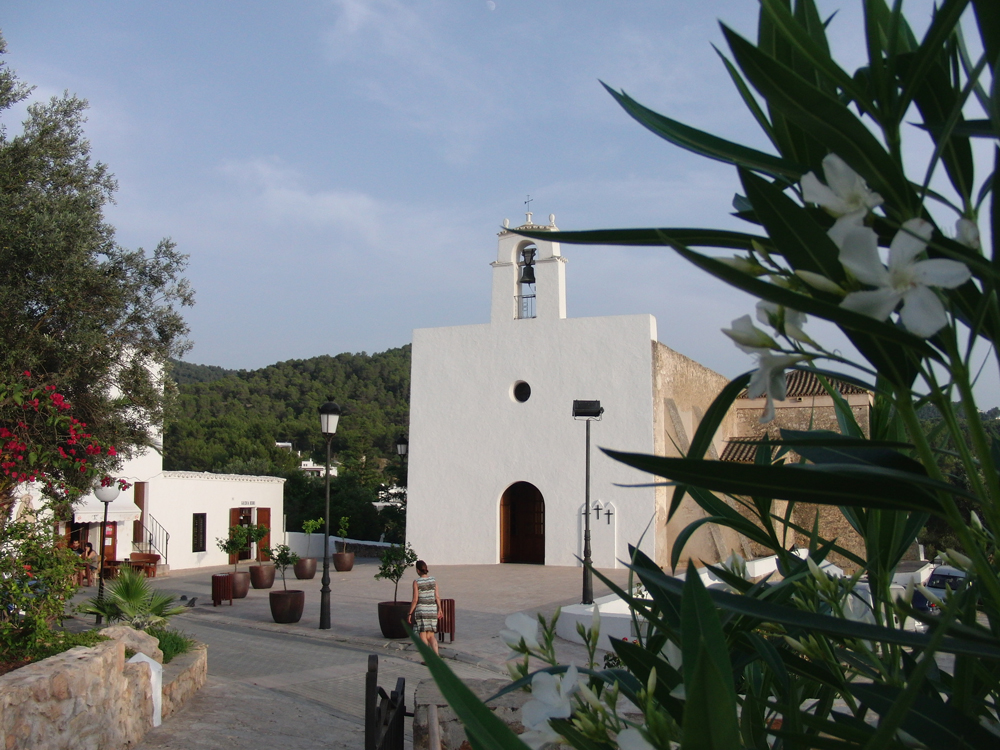
Parròquia de Sant Agustí
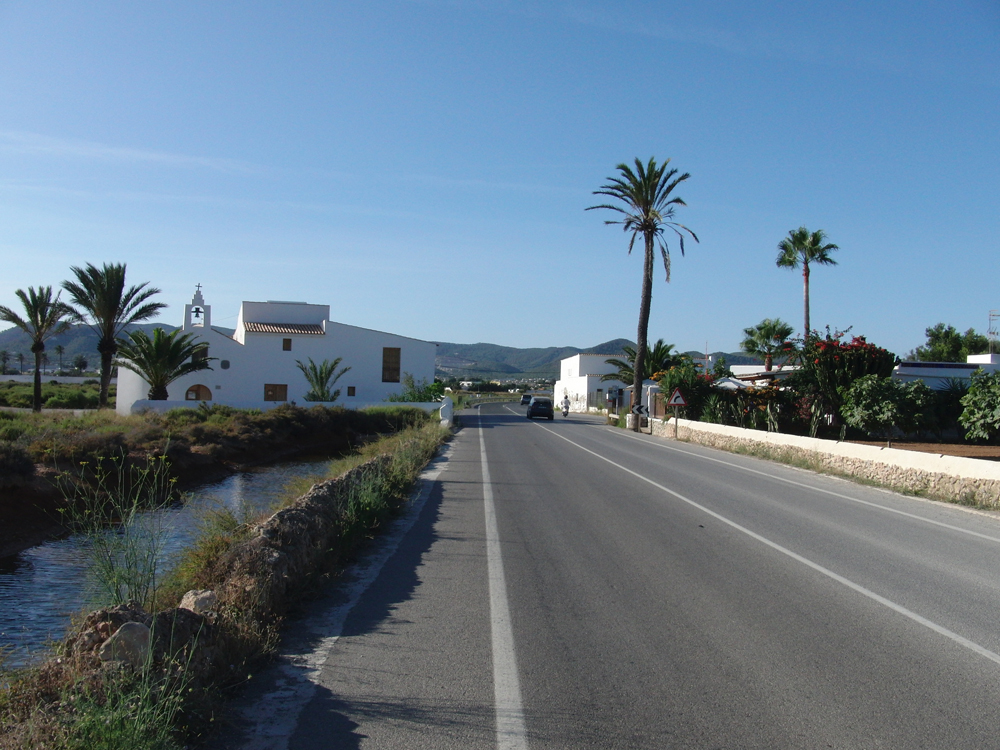
Església de Sant Francesc de s’Estany
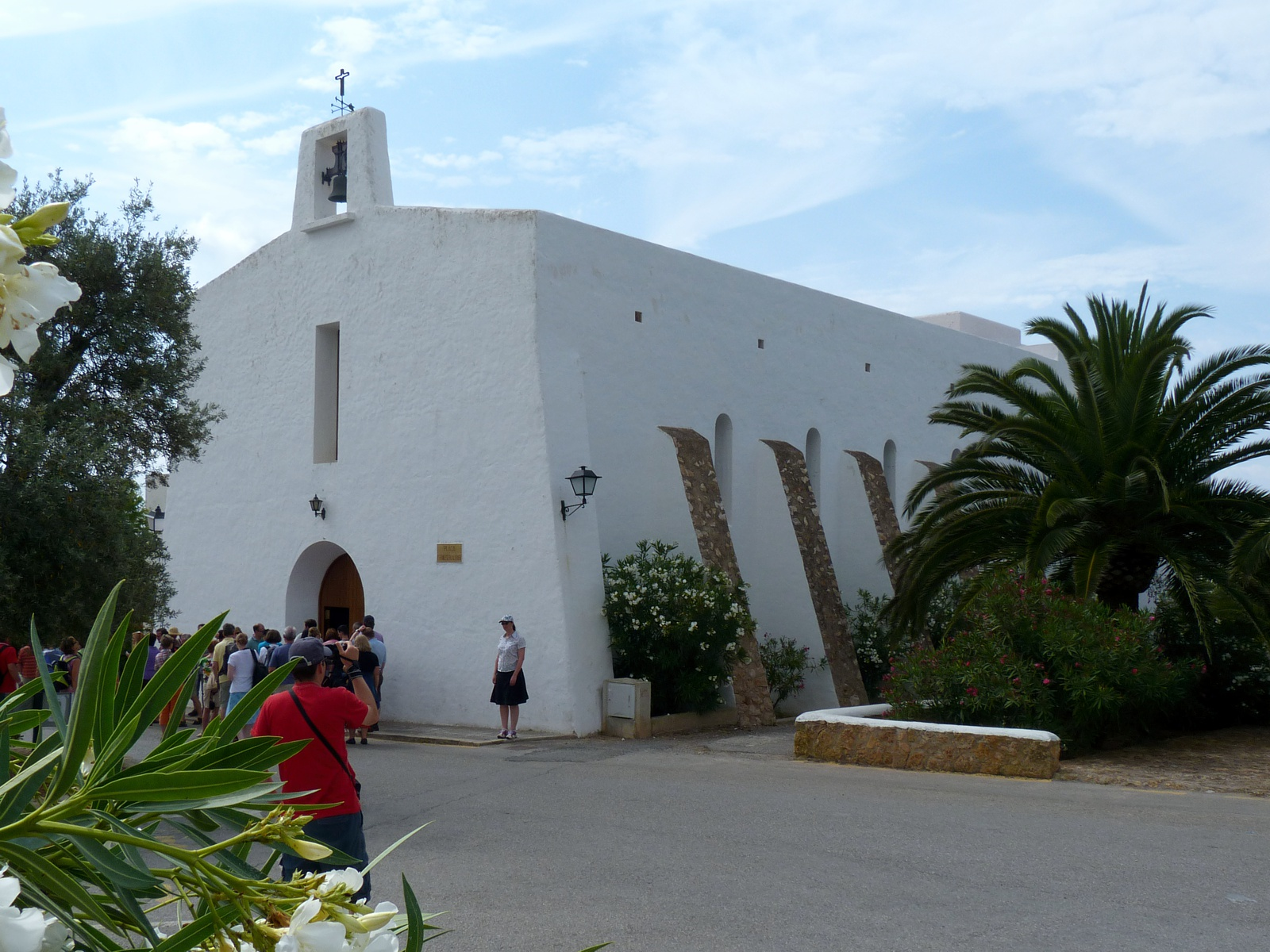
Església Nuestra Sra. Del Carmen

## Besonderheiten
Auch wenn die größeren Orte Eivissa, Sant Antoni und Santa Eulària des Riu eine größere Bekanntheit haben, ist Sant Josep pro Einwohner die mit Abstand reichste Gemeinde Ibizas. Dies liegt einerseits an dem zu Sant Josep gehörenden Flughafen Ibiza. Andererseits haben sich die entlegenen Ecken der Gemeinde zu einem Anziehungspunkt der weltweiten Prominenz entwickelt. Einige bekannte Persönlichkeiten wie etwa Phil Collins und Mike Oldfield unterhalten in Sant Josep Sommer- und Urlaubsresidenzen, speziell in Es Cubells.